# بارندورف
بارندورف (به آلمانی: Barendorf) یک شهر در آلمان است که در لونبورگ واقع شده‌است. بارندورف ۲٬۳۴۴ نفر جمعیت دارد.